# نيك فانس
نيك فانس (بالإنجليزية: Nick Vanos)‏ مواليد 13 أبريل 1963 في سان ماتيو - الوفاة 16 أغسطس 1987، كان لاعب كرة سلة أمريكي بدأ مسيرته الاحترافية في سنة 1985 وحمل الرقم 30. بلغ طوله 7 قدم 1 بوصة (2.2 م). اعتزل اللعب في 1987.

## فرق لعب لها
- فينيكس صنز

## روابط خارجية
- نيك فانس على موقع إن بي أي (الإنجليزية)
- نيك فانس على موقع سبورتس رفرنس (الإنجليزية)
- نيك فانس على موقع كلية كرة السلة في سبورتس رفرنس.كوم (الإنجليزية)
- نيك فانس على موقع ريلجم (الإنجليزية)
- نيك فانس على موقع بروبوليرز (الإنجليزية)